# American Music Club
American Music Club — американская сэдкор рок-группа. Образована Марком Айтцелом (англ. Mark Eitzel) в 1983 году в Сан-Франциско, штат Калифорния.

## История
Группа основана в 1983 году в Калифорнии. В первый состав вошли вокалист Марк Айтцел, гитарист Скотт Александер, ударник Грег Боннелл и басист Бред Джонсон. Состав неоднократно менялся, наиболее постоянным составом стал коллектив из пяти человек: Айтцела, гитариста Вуди, басиста Денни Пирсона, клавишника Бреда Джонсона и ударника Мэтта Норелли. Айтцел, который задавал тему выступлений, Вуди и Пирсон составили ядро группы.
Дебютный альбом, The Restless Stranger, вышел в 1985 году. Он считается первым релизом в жанре слоукор, благодаря чему группа получила статус главных первопроходцев жанра, оказавших влияние на развитие построка. В 1987 году появился второй альбом, Engine, в записи которого принял участие новый участник группы, музыкальный продюсер Том Мэллон.
Третий альбом, California, вышедший в 1988 году, усилил культвый статус группы. В 1989 году в исключительно в Великобритании увидел свет LP United Kingdom, в который наряду с уже звучавшими песнями были включены новые материалы, в том числе запись с концерта в отеле Юта в Сан-Франциско.
В 1991 American Music Club выпустила альбом, Everclear, считающийся вершиной творчества группы. Он привлёк внимание нескольких крупных лейблов. Журнал Rolling Stone назвал его альбомом года, а Эйцтелю присудил звание автора года. В результате группа, на тот момент состоявшая из Айтцела, Вуди, Пирсона, мультиинструменталиста Брюса Кафана и ударника Тима Муни, подписала контракт с Reprise (права в США) и Virgin (права в остальном мире).
В 1993 году группа записала композицию «All Your Jeans Were Too Tight» для альбома в помощь в борьбе со СПИДом No Alternative, выпущенного Red Hot Organization. Их новый альбом, Mercury, nfr;'t dsitk d 1993. Несмотря на позитивные обзоры, он не занял высоких мест в чартах и практически не получил признания на радио и MTV. В 1994 появился альбом San Francisco с одним из наиболее известных хитов «Wish the World Away».
Вскоре после выхода альбома группа распалась. Воссоединение произошло в 2003 году, когда был записан альбом Love Songs for Patriots. Критик Марк Деминг (AllMusic) поставил его выше San Francisco и выразил надежду, что Айтцелу и Вуди есть что сказать слушателям.
10 ноября 2004 года в Питтсбурге состоялся концерт American Music Club, который вышел в виде альбома A Toast To You 1 января 2005 года. В группе на тот момент состояли Айтцел, Вуди, Пирсон и Боргер.
В 2007 году, вместе с переездом в Лос-Анджелес, группа в очередной раз сменила: Айтцел и Вуди остались, а вместо Муни и Пирсона, не пожелавших покидать Сан-Франциско, пришли басист Шон Хоффмани ударник Стив Дибело, ранее игравшие в группе The Larks. В 2008 году вышел новый альбом, The Golden Age.
В июне 2012 года из-за оторвавшегося тромба в возрасте 53 лет умер Тим Муни.
В 2014 году, после долгой борьбы с опухолью мозга, в возрасте 57 лет умер Том Мэллон.

## Дискография
- The Restless Stranger (январь 1985)
- Engine (октябрь 1987)
- California (октябрь 1988)
- United Kingdom (октябрь 1989)
- Everclear (октябрь 1991)
- Mercury (март 1993)
- San Francisco (сентябрь 1994)
- Love Songs for Patriots (сентябрь 2004)
- The Golden Age (февраль 2008)